# Homoneura stricta
Homoneura stricta är en tvåvingeart som beskrevs av Kim 1994. Homoneura stricta ingår i släktet Homoneura och familjen lövflugor. Inga underarter finns listade i Catalogue of Life.